# Turośń Kościelna
Turośń Kościelna (daw. Turośl Kościelna) – wieś w Polsce położona w województwie podlaskim, w powiecie białostockim, w gminie Turośń Kościelna.
W latach 1975–1998 miejscowość administracyjnie należała do województwa białostockiego.
Miejscowość jest siedzibą gminy Turośń Kościelna. 

## Historia
Najstarsza wzmianka o istnieniu dworu w Turośni Kościelnej nad Turośnią pochodzi z 1515 roku. Informuje ona, że właścicielem dworu był Jerzy Raczka Puczycki, sędzia ziemski bielski. 
W 2010 we wsi powstało lądowisko Turośń Kościelna.

## Religia
Siedziba parafii Świętej Trójcy. W strukturze kościoła rzymskokatolickiego parafia należy do metropolii białostockiej, archidiecezji białostockiej, dekanatu Białystok – Nowe Miasto.

## Zabytki
- Kościół Świętej Trójcy w Turośni Kościelnej z XVIII wieku w stylu barokowym
- Pawilon dworski (pawilon myśliwski) z XVIII wieku w stylu barokowym, proj. Johann Heinrich Klemm

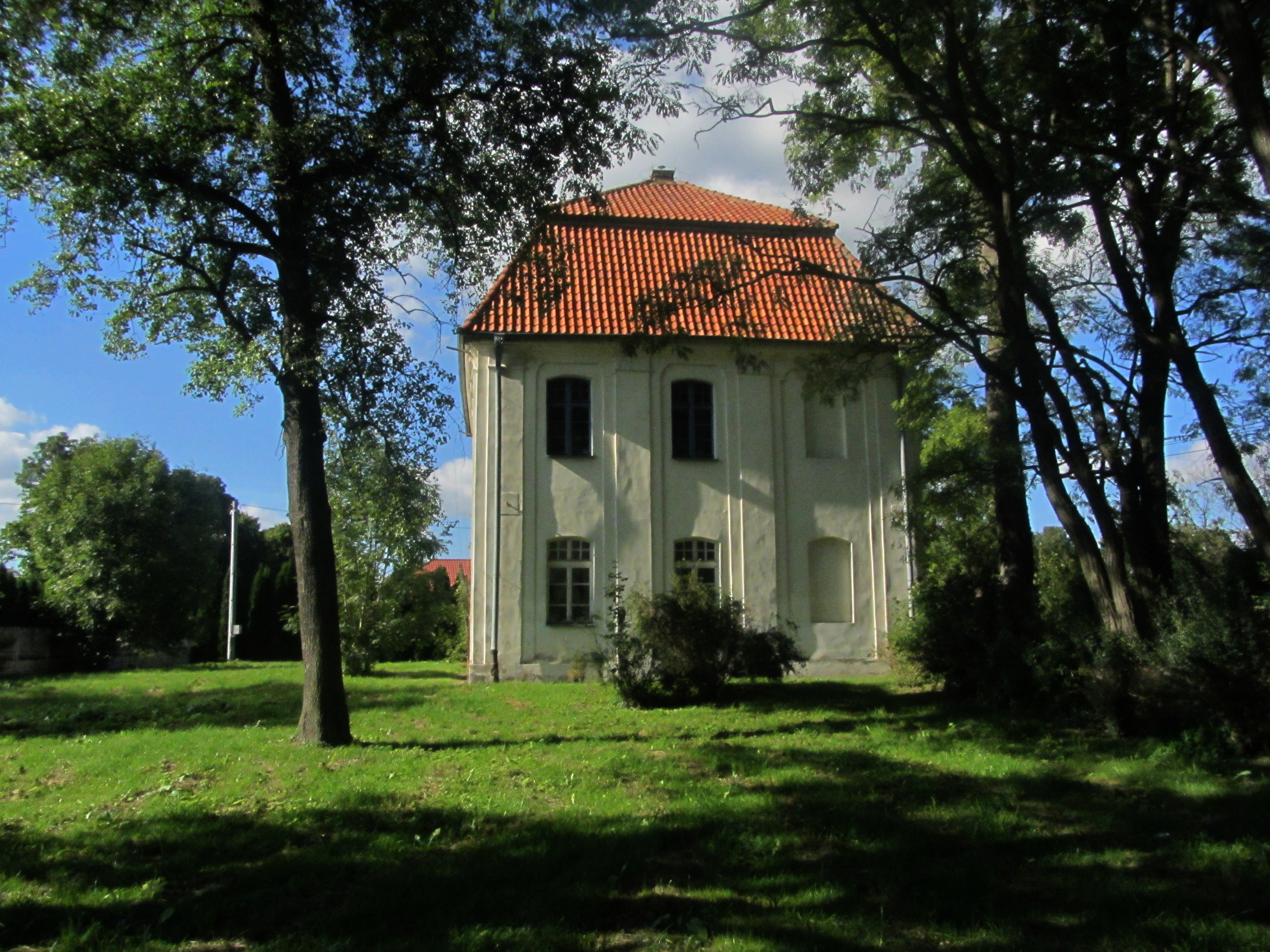
Barokowy pawilon dworski z XVIII wieku
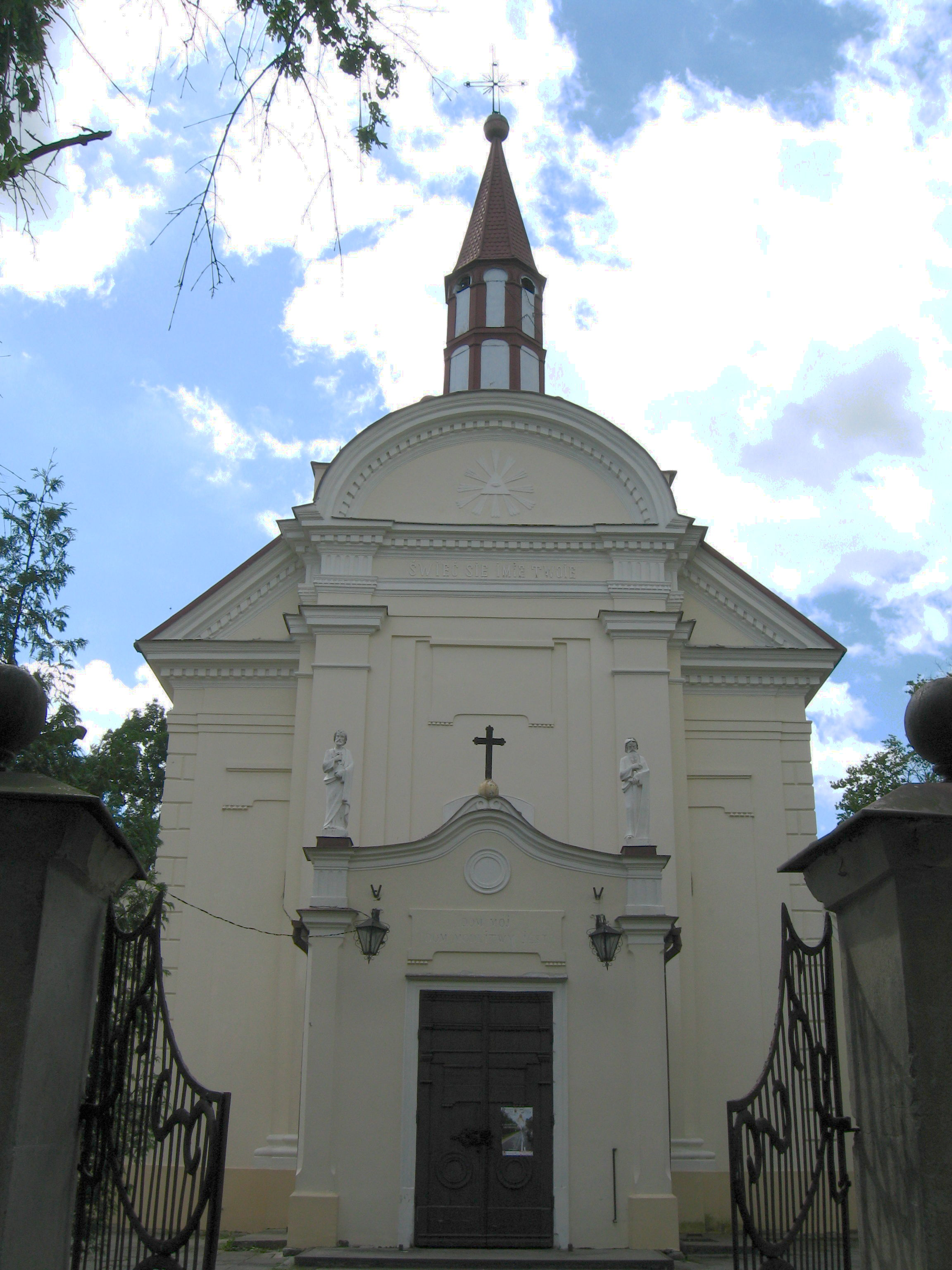
Kościół św. Trójcy - fasada
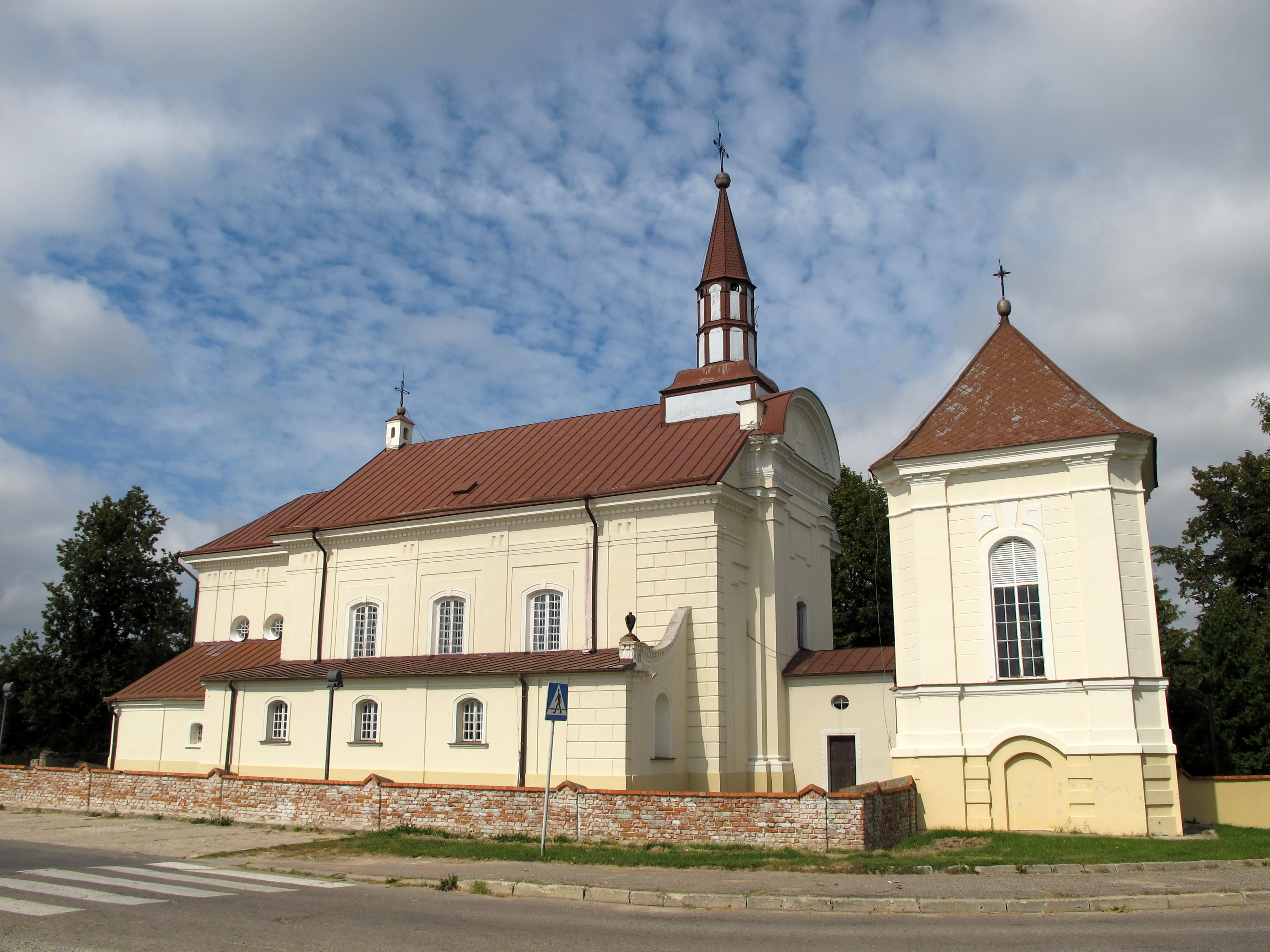
Kościół św. Trójcy

## Części wsi
| SIMC    | Nazwa     | Rodzaj    |
| ------- | --------- | --------- |
| 0043015 | Buzuny    | część wsi |
| 0043021 | Kościelna | część wsi |
| 0043038 | Wypychy   | część wsi |
| 0043044 | Wysokie   | część wsi |